# Rachel Emily Bragg
Rachel Emily Bragg (* 11. Dezember 1984 in Bromsgrove) ist eine britische Volleyballspielerin.

## Karriere
Bis 2011 spielte sie beim französischen Verein Entente Toulon Six Fours La Seyne. Von 2011 bis 2012 spielte sie beim deutschen Bundesligisten VT Aurubis Hamburg. Die britische Nationalspielerin kam auf beiden Angriffspositionen zum Einsatz.
Bei den Olympischen Spielen 2012 im eigenen Land belegte Bragg mit der A-Nationalmannschaft Platz neun.